# Собор Екатеринбургских святых
Собор Екатеринбургских святых — праздник Русской православной церкви в память о святых, связанных с Екатеринбургской епархией. Празднование установлено по благословению Патриарха Московского и всея Руси Кирилла в 2010 году по инициативе архиепископа Екатеринбургского и Верхотурского Викентия. Празднование Собору Екатеринбургских святых начали совершать с 2011 года. Днем празднования выбрано 11 февраля — день образования Екатеринбургской епархии.

## Список святых
Всего в составе Собора Екатеринбургских святых прославлены 63 святых, подвижническая жизнь и мученическая смерть которых была непосредственно связана с Екатеринбургской епархией.
- страстотерпцы Царь Николай, Царица Александра, Царевич Алексий, Великие Княжны Ольга, Татиана, Мария и Анастасия (4/17 июля 1918);
- преподобномученицы Великая Княгиня Елисавета и инокиня Варвара (5/18 июля 1918);
- праведный Симеон Верхотурский (†1694; прославление — 18/31 декабря, перенесение мощей из Меркушино в Верхотурье — 12/25 сентября, второе обретение святых мощей — 12/25 мая);
- преподобный Василиск Сибирский (29 декабря/11 января 1824);
- преподобный Зосима (Верховский) (24 октября/6 ноября 1833);
- преподобный Илия (Чеботарёв) (30 ноября/13 декабря 1900);
- преподобный Арефа (Катаргин) (15/28 мая 1903);
- блаженный Косма Верхотурский, Христа ради юродивый (10/23 июня);
- блаженный Иоанн Верхотурский, Христа ради юродивый (10/23 июня);
- священномученик Успенский Павел Никитич, скончался в Ивдельлаге (17/30 января 1938);
- преподобномученица Александра (Каспарова), скончалась в Ивдельлаге (5/18 февраля 1942)

Святые, прославленные в Соборе новомучеников и исповедников Российских (по уездам, в которых они совершали своё служение на момент кончины):
- священномученик Аркадий (Ершов), епископ Екатеринбургский (21 октября/3 ноября 1937).

Екатеринбургский уезд:
- священномученик Иосиф Фомич Сиков, священник Знаменской церкви Верхне-Тагильского завода Екатеринбургского уезда (14/27 июня 1918);
- священномученик Петр Симеонович Смородинцев, священник Иоанно-Предтеченской церкви с. Кочневского Екатеринбургского уезда (23 июня/6 июля 1918);
- священномученик Павел Иванович Чернышев, священник Успенской церкви Ново-Уткинского завода Екатеринбургского уезда (7/20 июля 1918);
- священномученик Иоанн Степанович Плотников, диакон Сретенской церкви Пышминского завода Екатеринбургского уезда (30 июля/12 августа 1918);
- священномученик Владимир Павлович Холодковский, священник Николаевской церкви села Тупицынского Камышловского уезда (после революции — Пышминского района) (31 июля/13 августа 1937);
- священномученик Вячеслав Георгиевич Луканин, диакон Преображенского собора Невьянского завода Екатеринбургского уезда (3/16 августа 1918);
- священномученик Петр Иванович Иевлев, священник Спасо-Преображенского собора Невьянского завода Екатеринбургского уезда (26 августа/ 8 сентября 1918);
- священномученик Иоанн Всеволодович Вишневский, священник церкви во имя святого Прокопия Устюжского села Федьковка Екатеринбургского уезда (19 ноября/2 декабря 1920).

Верхотурский уезд:
- преподобноисповедник Иоанн (Кевролетин) (14/27 января 1961);
- священномученик Сергий Александрович Увицкий, священник Выйско-Николаевской церкви поселка Нижнее-Тагильский завод Верхотурского уезда (27 февраля/12 марта 1932);
- священномученик Константин Стефанович Богоявленский, священник Михаило-Архангельской церкви села Меркушинского Верхотурского уезда (14/27 июля 1918);
- священномученик Николай Александрович Удинцев, священник Вознесенской церкви села Коптеловского Верхотурского уезда (25 июля/7 августа 1918);
- священномученики Иоанн Иоаннович Шишев и Иоасаф Степанович Панов, священники Георгиевской церкви села Мироновского Верхотурского уезда (13/26 августа 1918);
- священномученик Павел Иванович Фокин, священник Сретенской церкви села Мурзинского Верхотурского уезда (27 августа/ 9 сентября 1918);
- преподобномученик Аполлинарий (Мосалитинов), иеромонах Верхотурского Свято-Николаевского мужского монастыря (30 августа/12 сентября 1918);
- священномученики Петр Федорович Дьяконов и Алексий Николаевич Кузнецов, священники Иоанно-Богословской церкви Верхнесалдинского завода Верхотурского уезда (18 сентября/1 октября 1918);
- преподобномученики Иакинф (Питателев) и Каллист (Опарин), монахи Верхотурского Свято-Николаевского мужского монастыря (17/30 октября 1918);
- преподобномученик Вениамин (Зыков), архидиакон Верхотурского Свято-Николаевского мужского монастыря (19 ноября/2 декабря 1937).

Ирбитский уезд:
- священномученик Алексий Петрович Кротенков, священник Николаевской церкви села Ницинского Ирбитского уезда (5/18 апреля 1930);
- священномученик Константин Виссарионович Словцов, священник Пророко-Ильинской церкви села Егоршинского Ирбитского уезда (20 июля/2 августа 1918);
- священномученик Платон Горгониевич Горных, священник Покровской церкви села Покровского Ирбитского уезда (27 июля/9 августа 1918);
- священномученик Степан Григорьевич Хитров, священник Богоявленской церкви села Краснослободского Ирбитского уезда (3/16 августа 1920);
- священномученик Константин Иванович Попов, священник Вознесенской церкви села Лягушинского (Клепининского) Ирбитского уезда (13/26 августа 1918);
- священномученик Александр Нилович Медведев, диакон Иоанно-Предтеченской церкви села Больше-Трифоновского Ирбитского уезда (28 августа/ 10 сентября 1918);
- священномученик Петр Андреевич Снежницкий, священник Иоанно-Предтеченской церкви села Больше-Трифоновского Ирбитского уезда (7/20 сентября 1918);
- священномученик Николай Петрович Пономарёв, диакон Николаевской церкви села Шогрышского Ирбитского уезда († 1918).

Камышловский уезд:
- священномученик Василий Владимирович Победоносцев, протоиерей Свято-Троицкого собора Каменского завода Камышловского уезда (10/23 июня 1918);
- священномученик Петр Иоаннович Корелин, священник Свято-Троицкого собора Каменского завода Камышловского уезда (16/29 июня 1918);
- священномученик Василий Степанович Милицын, священник Спасо-Преображенской церкви села Алексеевского Камышловского уезда (25 июня/8 июля 1918);
- священномученик Аркадий Николаевич Гаряев, священник Николаевской церкви села Боровского Камышловского уезда (1/14 июля 1918);
- священномученик Александр Иванович Попов, священник Введенской церкви села Травянского Камышловского уезда (8/21 июля 1918);
- священномученик Константин Николаевич Лебедев, священник Спасской церкви села Уецкого Камышловского уезда (9/22 июля 1918);
- священномученики Стефан Васильевич Луканин, священник Сретенской церкви села Колчеданского Камышловского уезда, Георгий Платонович Бегма и Нестор Иоилевич Гудзовский, диаконы той же церкви (10/23 июля 1918);
- священномученик Василий Иванович Инфантьев, священник церкви во имя святителя Димитрия Солунского в селе Таушканском Камышловского уезда (12/25 августа 1918);
- священномученик Николай Васильевич Бирюков, священник Спасо-Преображенского женского монастыря Каменского завода Камышловского уезда (20 августа/2 сентября 1919);
- священномученик Алексий Степанович Меркурьев, священник Вознесенской церкви села Корюковского Камышловского уезда († 1918);
- священномученик Константин Николаевич Алексеев, священник Свято-Троицкой церкви села Троицкого Камышловского уезда († 1918).

Святые, проживавшие на территориях других епархий, но в настоящее время относящиеся к Екатеринбургской епархии
- священномученик Феодор Иванович Распопов, священник Михаило-Архангельской церкви села Туринская Слобода Туринского уезда Тобольской губернии (8/21 июля 1918; с 1923 года — Екатеринбургская епархия);
- священномученик Лев Ефимович Ершов, священник Свято-Троицкого собора города Красноуфимска Пермской губернии (20 августа/2 сентября 1918; в 1919—1923 и с 1943 года — Екатеринбургская епархия);
- священномученик Александр Иванович Малиновский, священник Введенской церкви села Верх-Суксунского Красноуфимского уезда Пермской губернии (20 августа/2 сентября 1918; в 1919—1923 и с 1943 года — Екатеринбургская епархия);
- священномученик Алексий Иванович Будрин, протоиерей Свято-Троицкого собора города Красноуфимска Пермской губернии (28 августа/10 сентября 1918; в 1919—1923 и с 1943 года — Екатеринбургская епархия).